# Фицрой (река, впадает в Коралловое море)
Фицро́й (англ. Fitzroy River) — река в центральной части австралийского штата Квинсленд.

## География
Река Фицрой расположена в центральной части австралийского штата Квинсленд и образуется в результате слияния рек Маккензи и Досон, берущих начало в горах Большого Водораздельного хребта. Устье реки, образующее эстуарий, расположено недалеко от морского погрузочного терминала Порт-Алма (англ. Port Alma Shipping Terminal). Фицрой протекает через несколько населённых пунктов, крупнейшим из которых является город Рокгемптон, расположенный в 40 км от устья реки. На протяжении XIX — начала XX веков Рокгемптон был главным портовым городом на Фицрое, тем не менее скалистые берега стали основным препятствием для навигации в остальной части реки. Кроме того, по мере увеличения тоннажа кораблей река становилась всё менее пригодной для коммерческих перевозок, и в настоящее время она, как и город Рокгемптон, перестали играть важную транспортную роль, хотя до сих пор судоходство осуществляется от Порт-Алма до Рокгемптона. Для регулирования водосбора на Фицрое построена система плотин и водохранилищ.
Длина Фицроя составляет 480 км, площадь водосборного бассейна — около 142 664 км².

## История
Река была исследована в 1853 году путешественниками Чарльзом и Уильямом Арчерами (англ. Charles and William Archer), которые назвали её в честь Чарльза Огастеса Фицроя, губернатора Нового Южного Уэльса (вплоть до 1859 года Квинсленд был частью Нового Южного Уэльса).